# Писарницкий, Александр Фомич
Александр Фомич Писарницкий (род. 26 сентября 1937, Москва) — советский и российский учёный в области химии, биохимии и технологии виноделия. Доктор биологических наук с 1980 года.

## Биография
Родился 26 сентября 1937 в Москве. В 1960 году окончил Московский институт пищевой промышленности. В 1968—1975 годах работал в Московском филиале Всесоюзного научно-исследовательского института виноделия и виноградарства «Магарач». С 1975 года старший научный сотрудник Института биохимии имени А.Н. Баха АН СССР.

## Научная деятельность
Много лет проводит исследования в области химии и технологии виноделия. На основе экспериментальных данных предложил и обосновал модель формирования ароматов алкогольных напитков различных типов. Автор более 110 научных работ и 18 изобретений, в том числе нескольких патентов. Среди работ:
- Изучение продуктов распада углеводов как ароматообразующих веществ в коньячных спиртах.- Прикладная биохимия и микробиология, 1979, т. 15, вып. 6 (в соавторстве с И. А. Егоровым);
- О веществах, обусловливающих типичный аромат вин и коньяков. — Виноделие и виноградарство СССР, 1980, №3 (соавторы А.К. Родопуло, И.А. Егоров, Р.Х. Егофарова).
- Исследование эфирного масла винограда и букетистых веществ вина : диссертация ... кандидата биологических наук : 03.00.00. - Москва, 1966. - 149 с. : ил
- Ароматобразующие вещества вин и коньяков : диссертация ... доктора биологических наук : 03.00.04. - Москва, 1980. - 364 с.
- Технологическое оборудование заводов плодово-ягодных вин М.: Пищевая пром-сть, 1974, 119 с. : ил. ; 21 см) (соавтор Зайчик, Ц. Р.)[3]